# Vicente Nava, Gómez Palacio
Vicente Nava är en ort i Mexiko.   Den ligger i kommunen Gómez Palacio och delstaten Durango, i den centrala delen av landet, 800 km nordväst om huvudstaden Mexico City. Vicente Nava ligger 1 119 meter över havet och antalet invånare är 168.
Terrängen runt Vicente Nava är mycket platt. Runt Vicente Nava är det tätbefolkat, med 427 invånare per kvadratkilometer. Närmaste större samhälle är Torreón, 10,1 km söder om Vicente Nava. Omgivningarna runt Vicente Nava är i huvudsak ett öppet busklandskap.